# Albe

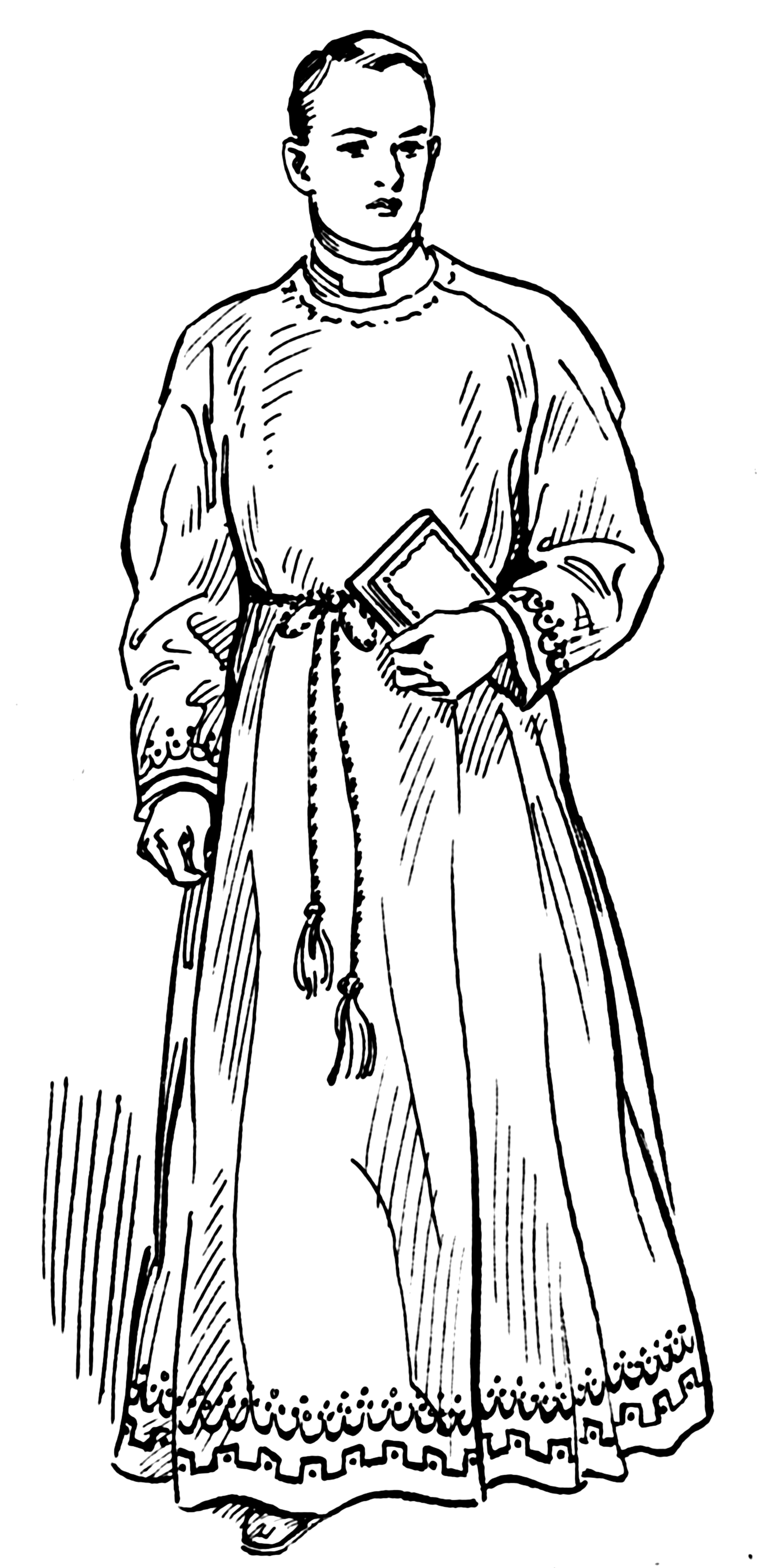
Die Albe wird mit dem Zingulum gebunden

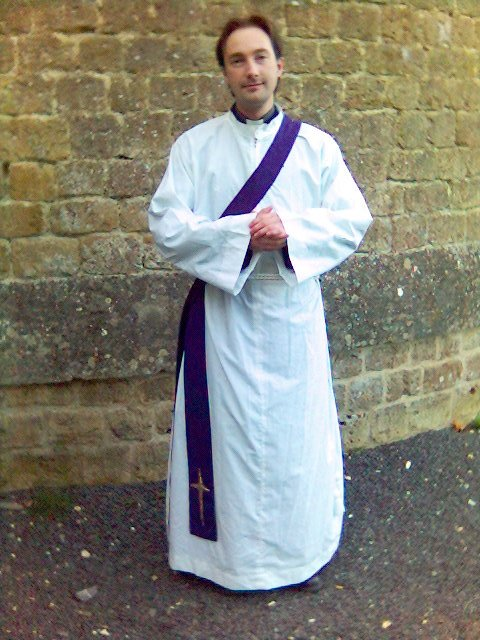
Diakon mit Albe und Stola

Die Albe (von lateinisch alba (tunica) ‚die weiße (Tunika)‘) ist ein aus der antiken Tunika hervorgegangenes, knöchellanges Gewand aus weißem oder heute auch naturfarbenem Leinen. Mit Bezug auf die Alte Kirche und ihre Tradition symbolisiert die Albe das Taufgewand.

## Katholischer und orthodoxer Gottesdienst
Traditionell von Priestern als liturgisches Untergewand unter dem Messgewand getragen, wird die Albe gegenwärtig als Grundgewand all derer angesehen, die im Gottesdienst einen besonderen Dienst versehen, z. B. Ministranten, Lektoren, Kommunionhelfer.

„Das allen Weihestufen entsprechende liturgische Gewand ist die Albe, die mit einem Gürtel gehalten wird; es sei denn, sie ist so angefertigt, daß man sie auch ohne Gürtel tragen kann. Falls die Albe am Hals nicht gut schließt, soll man ein Schultertuch tragen. Die Albe kann nicht durch den Chorrock ersetzt werden, wenn Kasel oder Dalmatik anzuziehen sind oder die Stola das Messgewand beziehungsweise die Dalmatik ersetzt. Zur Messe und zu anderen mit ihr verbundenen liturgischen Feiern trägt der Priester über Albe und Stola das Messgewand (Kasel), sofern nichts anderes vorgesehen ist. Das Gewand des Diakons ist die Dalmatik, die über Albe und Stola getragen wird. Alle anderen, die einen Dienst am Altar versehen und nicht Priester oder Diakone sind, können ein anderes in den einzelnen Gebieten rechtmäßig zugelassenes Gewand tragen.“

Seit dem Mittelalter waren Verzierungen als Borten oder in Form von Stickereien üblich, besonders bei Festtagsalben und Alben für den Bischof. In der Neuzeit diente verbreitet Spitze als Schmuck, namentlich als diese industriell hergestellt werden konnte. Die Alben von Prälaten wurden in jüngerer Vergangenheit zudem zuweilen mit einer Schleife in der dem Träger gemäß seinem Rang zustehenden Farbe verziert, die bei barocken Kaseln ("Bassgeigen") gut zu sehen ist.  
Aus der Albe entwickelte sich der kürzere Chorrock. 
Während er die Albe anzieht, spricht der Priester folgendes Ankleidegebet: Dealba me, Domine, et munda cor meum; ut, in sanguine Agni dealbatus, gaudiis perfruar sempiternis. („Läutere mich, o Herr, und reinige mein Herz, damit ich, im Blut des Lammes weiß gewaschen, die ewigen Freuden genieße“).
In den orthodoxen Kirchen entspricht der Albe das Sticharion.

## Evangelischer Gottesdienst
In der evangelisch-lutherischen Kirche wurde historisch das Chorhemd, das bis ins 20. Jahrhundert in einigen Gegenden (z. B. in Sachsen und Württemberg) bei Abendmahlsgottesdiensten über dem Talar getragen wurde, als Albe bezeichnet. Die Albe in ihrer modernen Form als Mantelalbe mit Stola (mitunter fälschlich als „weißer Talar“ bezeichnet) hat in nahezu allen evangelischen Kirchen an Akzeptanz gewonnen, insbesondere durch ökumenischen Austausch. Auch wird sie zu besonderen liturgischen Anlässen von Pfarrern, in einigen Gemeinden als Amtstracht von Lektoren und Prädikanten, getragen.
In der Evangelischen Landeskirche in Württemberg wurde im Jahr 2002 den Diakonen sowie den Prädikanten erlaubt, für den Dienst der öffentlichen Wortverkündigung im Gottesdienst eine naturweiße Mantelalbe ohne Stola als liturgisches Gewand zu tragen. Auch Pfarrer dürfen seitdem bei normalen Gottesdiensten Mantelalbe und Stola tragen, wenn der örtliche Kirchengemeinderat dem zustimmt.
Mit dem Tragen der Albe in den evangelischen Landeskirchen werden die Gemeinde und der Träger selbst an ihre Taufe erinnert und Bezug genommen auf Luthers Lehre vom Priestertum aller Getauften.
In der Selbständigen Evangelisch-Lutherischen Kirche kann die Albe mit Stola entsprechend der liturgischen Farbe des Kirchenjahres vom Pfarrer sowohl zu Predigt- als auch zu Abendmahlsgottesdiensten getragen werden.